# 스콧 워커 (가수)
노엘 스콧 엥글(영어: Noel Scott Engel, 1943년 1월 9일 ~ 2019년 3월 22일)은 스콧 워커(영어: Scott Walker)로 잘 알려진 영국의 싱어송라이터, 작곡가이자 음악 프로듀서이다. 감성을 자극하는 바리톤의 목소리와 1960년대 세련된 틴 팝의 아이콘에서 21세기 아방가르드 음악을 하는 예술가라는 특이한 경력을 가진 것으로 유명하다. 오하이오주에서 태어났음에도 워커의 인기는 대부분 영국에서 보였으며, 첫 솔로 음반 네 장은 차트 10위 이내에 들었다. 1965년부터 영국에 거주하였으며, 1970년에는 영국 시민권을 획득했다.
1960년대 중반 트리오 워커 브라더스의 프론트맨으로 인기를 끌던 워커는 1967년 “Scott”을 발매하며 자신의 솔로 커리어를 시작하였으며, “Scott 3”과 “Scott 4”처럼 1960년대 후반 바로크 팝이라는 도전적인 스타일로 나아갔다. 솔로 작품의 판매가 주춤하던 시기인 1970년대 중반에는 워커 브라더스와 재결합하였다. 1980년대 중반부터는 점점 아방가르드한 음악을 추구하면서 솔로 활동을 재개하였다. 가디언은 "앤디 윌리엄스가 자신을 슈토크하우젠으로 변신하였다고 생각해 보아라"라고 언급하였다. 1960년대에 발표한 음반은 1980년대 영국 언더그라운드 음악 신에서 좋은 평가를 받았으며, 일종의 추종자도 존재하였다.
워커는 2018년까지 녹음 작업을 계속하였다. BBC는 워커를 "록 역사상 가장 수수께끼같고 영향력 있는 인물 중 한 명"이라고 묘사하였다.

## 컬래버레이션
프로듀서이자 여러 음반에 게스트로 참여하면서 펄프, 우테 렘퍼, Sunn O))), 뱃 포 래시스와 같은 음악가 및 밴드와 협업하였다.

## 죽음
워커는 2019년 3월 22일 76세를 나이로 런던에서 사망하였다. 레이블이었던 4AD는 사망 3일 후 사인이 암이라고 발표하였으며, "영국 음악의 최전선에 있던 독특하고 도전적인 거인"이라고 언급하였다. 톰 요크, 마크 알먼드, 닐 해넌 등이 조의를 표하였다.

## 예술성
처음에는 주로 다른 사람들의 노래를 커버했던 스콧 워커는 워커 브라더스의 전성기와 1967년 첫 솔로 음반이 나올 때까지 자신만의 작사 기술을 발전시켰다. 1984년의 인터뷰에서 "나는 노래를 좋아하면서 만들지 않는다. 나는 계약이 있거나 음반을 완성해야 할 때만 작곡을 한다"고 말하며 노래를 만드는 것에 대한 어려움을 언급하였다.

## 영향
데이비드 보위, 알렉스 터너, 마크 알먼드, 바우하우스, 골드프랩, 디바인 코미디의 닐 해넌, 줄리앤 코프, 자비스 코커, 아노니, 톰 요크, 포큐파인 트리의 스티븐 윌슨, 오페스의 미카엘 오케르펠트, 노-맨의 팀 보니스, 레너드 코언, 에프터클랑, 이스트 인디아 유스, 케빈 후프나겔, 이흐산, 러셀 밀스, 데니스 레아, 바로니스의 존 베이즐리, 브라이언 이노 등이 월커의 음악에 영향을 받았다고 언급했다.

## 음반 목록
- Scott (1967)
- Scott 2 (1968)
- Scott 3 (1969)
- Scott: Scott Walker Sings Songs from his T.V. Series (1969)
- Scott 4 (1969)
- 'Til the Band Comes In (1970)
- The Moviegoer (1972)
- Any Day Now (1973)
- Stretch (1973)
- We Had It All (1974)
- Climate of Hunter (1984)
- Tilt (1995)
- Pola X OST (1999)
- The Drift (2006)
- And Who Shall Go to the Ball? And What Shall Go to the Ball? (2007)
- Bish Bosch (2012)
- Soused (2014, with Sunn O))))
- The Childhood of a Leader OST (2016)
- Vox Lux OST (2018)